# Ruby West
Ruby West, née le 7 juillet 1999 à Dundas, est une coureuse cycliste canadienne. Elle pratique le cyclo-cross, le VTT, le cyclisme sur piste et sur route.

## Biographie
Ruby West grandit dans une ferme  et est un amateur de plein air. Enfant, elle se rend régulièrement à l'école en VTT et commence le vélo en compétition à l'âge de 12 ans avec un club local. Dans les jeunes catégories d'âge, elle remporte plusieurs championnats nationaux sur piste. En 2016, elle se classe troisième du championnat du Canada du contre-la-montre juniors (moins de 19 ans). En plus du cyclisme, elle étudie la psychologie à l'Université Queen's à Kingston, en Ontario.
West est issu d'un milieu sportif. Son père Mike a remporté deux médailles en natation aux Jeux olympiques de 1984 à Los Angeles. Son petit ami Derek Gee est également coureur et a participé aux Jeux olympiques et à plusieurs grands tours. 
Au cours de l'année 2017, elle court sur route pour l'équipe canadienne Rise. En cyclo-cross, elle est membre de la formation Cannondale-cyclocrossworld.com, avec qui, elle remporte six cyclo-cross chez les élites à l'âge de 18 ans. En 2019, elle devient  championne panaméricaine de cyclo-cross espoirs (moins de 23 ans). En 2021, elle est vice-championne panaméricaine de cyclo-cross chez les élites.  
Pour réaliser ses propres ambitions olympiques, elle se remet au cyclisme sur piste en 2021, avec l'ambition de participer aux Jeux de Paris en 2024 ou à Los Angeles en 2028 comme son père 44 ans plus tôt. Aux championnats panaméricains sur piste de 2022, elle décroche le titre en poursuite par équipes et le bronze en poursuite individuelle. L'année suivante, elle remporte la médaille d'or de la poursuite par équipes aux championnats panaméricains et aux Jeux panaméricains. Malgré ses résultats, elle n'est pas retenue pour les Jeux olympiques de 2024 à Paris.

## Palmarès en cyclo-cross
- 2015-2016
  -  Championne du Canada de cyclo-cross espoirs
  - 4e du championnat panaméricain de cyclo-cross espoirs
- 2016-2017
  - 2e du championnat du Canada de cyclo-cross espoirs
  - 6e du championnat panaméricain de cyclo-cross espoirs
- 2017-2018
  -  Championne du Canada de cyclo-cross espoirs
  - The Silver Goose #1, Midland
  - The Silver Goose #2, Midland
  - NBX Gran Prix of Cross #1, Warwick
  - NBX Gran Prix of Cross #2, Warwick
  - North Carolina Grand Prix - Race #1, Hendersonville
  - North Carolina Grand Prix - Race #2, Hendersonville
  - 5e du championnat panaméricain de cyclo-cross espoirs
- 2018-2019
  -  Championne du Canada de cyclo-cross espoirs
  - Sherbrooke CX #1, Sherbrooke
  - Sherbrooke CX #2, Sherbrooke
  - PTBOCX-Lift Lock Cross, Peterborough
  - Supercross #1, Suffern
  -  Médaillée d'argent du championnat panaméricain de cyclo-cross espoirs
- 2019-2020
  -  Championne panaméricaine de cyclo-cross espoirs
  - 2e du championnat du Canada de cyclo-cross espoirs
  - 9e de la Coupe du monde de cyclo-cross espoirs
  - 9e du championnat du monde de cyclo-cross espoirs
- 2021-2022
  - New England Cyclocross Series #1 - The Northampton International Day 1, Northampton
  - New England Cyclocross Series #2 - The Northampton International Day 2, Northampton
  -  Médaillée d'argent du championnat panaméricain de cyclo-cross

## Palmarès sur piste

### Championnats du monde
| Édition / Épreuve              | Poursuite individuelle | Poursuite par équipes |
| Saint Quentin-en-Yvelines 2022 | 19e                    | 7e                    |
| Glasgow 2023                   |                        | 8e                    |

### Jeux panaméricains
- Santiago 2023
  -  Médaillée d'or de la poursuite par équipes

### Championnats panaméricains
- Lima 2022
  -  Médaillée d'or de la poursuite par équipes
  -  Médaillée de bronze de la poursuite
- San Juan 2023
  -  Médaillée d'or de la poursuite par équipes

### Championnats du Canada
- 2022
  - 2e de la poursuite
  - 2e de la poursuite par équipes
  - 3e de la vitesse par équipes
- 2023
  - 3e de la poursuite

## Palmarès sur route
- 2016
  - 3e du championnat du Canada du contre-la-montre juniors
- 2023
  - 2e du championnat du Canada du critérium

## Palmarès en VTT
- 2023
  - 2e du championnat du Canada de cross-country marathon